# Trump Ocean Resort Baja Mexico
Il Trump Ocean Resort Baja Mexico è stato un resort di lusso in condominio-hotel situato a Punta Bandera nel distretto di Playas de Tijuana, Tijuana, Bassa California, Messico, a circa 16 chilometri (9,9 miglia) dal valico di frontiera di San Ysidro.
È stato annunciato nel 2006 come joint venture tra la Trump Organization e la società di sviluppo immobiliare Irongate con sede a Los Angeles. Gli investitori sono stati portati a credere che il CEO di Donald Trump stesse supervisionando il progetto, ma stava solo autorizzando il suo nome per lo sviluppo, e così gli investitori hanno citato in giudizio la società.
Questa è stata la seconda joint venture Trump-Irongate e ha seguito l'impresa di maggior successo Trump International Hotel and Tower (Honolulu).
Il progetto doveva essere un condominio-hotel a 3 torri, 25 piani, 526 unità.
Alla fine del 2008, con il progetto che subiva ritardi e superamenti dei costi, Trump ha rimosso il suo nome dallo sviluppo.
All'inizio del 2009, The Associated Press ha riferito che il progetto era fallito finanziariamente; gli investitori che avevano depositato depositi sui condomini del progetto hanno dovuto affrontare una perdita totale dei loro acconti (in genere $ 200.000 - $ 300.000 a persona). Dopo il suo crollo, Trump (i cui video che promuovevano lo sviluppo erano stati mostrati a potenziali investitori) ha affermato di essere stato poco più che un portavoce dell'intera impresa e ha rinnegato ogni responsabilità finanziaria per la debacle.
Nel contenzioso che è seguito in un tribunale della California, Donald Trump, suo figlio Donald Trump Jr., sua figlia Ivanka Trump e la Trump Organization sono stati nominati imputati per violazione della legge federale e statale. Gli avvocati di Trump hanno cercato di interrogare un giornalista del San Diego Union-Tribune su una storia del 2006 con il titolo ""Trump puts 'brand' on Baja with condo-hotel", che citava Trump come un "significativo" investitore azionario nello sviluppo. Citando la Shield Law della California, un tribunale della California ha respinto lo sforzo di Trump, schierandosi con gli avvocati del giornalista.
Dopo 4 anni e mezzo anni di contenzioso, Trump ha risolto la causa contro di lui nel novembre 2013, per un importo non reso noto. I partner sviluppatori di Trump, Jason Grosfeld, Adam Fisher e Irongate Developers, avevano precedentemente concordato con gli acquirenti $ 7,25 milioni. Gli avvocati che rappresentavano quasi 200 acquirenti nel contenzioso svoltosi nella contea di Los Angeles erano Bart I. Ring e Daniel J. King.
Il 29 ottobre 2016, Jaime Martínez Veloz ha presentato una denuncia penale contro Trump in questo sviluppo e per evasione fiscale sull'attività mercantile di Trump in Messico.